# Hang On to Your Love
Hang On to Your Love – piosenka angielskiego zespołu Sade wydana na singlu w 1984 roku, który promował ich debiutancki album Diamond Life (1984). Był to pierwszy singiel z tego albumu wydany w Stanach Zjednoczonych i czwarty w ich dyskografii. Utwór napisali Sade Adu i Stuart Matthewman.

## Odbiór
Frank Guan z redakcji internetowej strony „Vulture” napisał w 2017 roku: „Pierwszy kontakt Sade z amerykańską publicznością nastąpił wraz z tą piosenką: napędzoną ciężką, energiczną linią basową oraz jednym z najlepszych tekstów Sade opartych na poradach; «Hang On» zapewnił to, że ich amerykańscy fani tak właśnie  
postąpią”.

## Listy przebojów
| Kraj | Lista                  | Pozycja | Źr.    |
| ---- | ---------------------- | ------- | ------ |
| AU   | Top 100 Singles        | 68      | [ 5 ]  |
| ES   | Los 40 Principales     | 8       | [ 6 ]  |
| NL   | Single Top 100         | 18      | [ 7 ]  |
| CA   | „RPM” Top Singles      | 18      | [ 8 ]  |
| NZ   | Top 40 Singles         | 20      | [ 9 ]  |
| US   | Bubbling Under Hot 100 | 2       | [ 10 ] |
| US   | Dance Club Songs       | 5       | [ 11 ] |
| US   | Hot R&B/Hip-Hop Songs  | 14      | [ 12 ] |

Listy końcoworoczne
| Kraj | Lista            | Pozycja | Źr.    |
| ---- | ---------------- | ------- | ------ |
| US   | Dance Club Songs | 13      | [ 13 ] |